# Basilica di San Giacomo
La basilica di San Giacomo si trova a Bellagio, sul lago di Como. Fu costruita fra il XI e il XII secolo. Quando venne elevata a parrocchia prepositurale nel 1657, venne trasformata sia internamente che esternamente in stile barocco, come rimase fino ai primi decenni del Novecento quando venne ristrutturata e riportata al suo stile originale. Fu dichiarata monumento nazionale con decreto ministeriale nel 1904.

## Storia

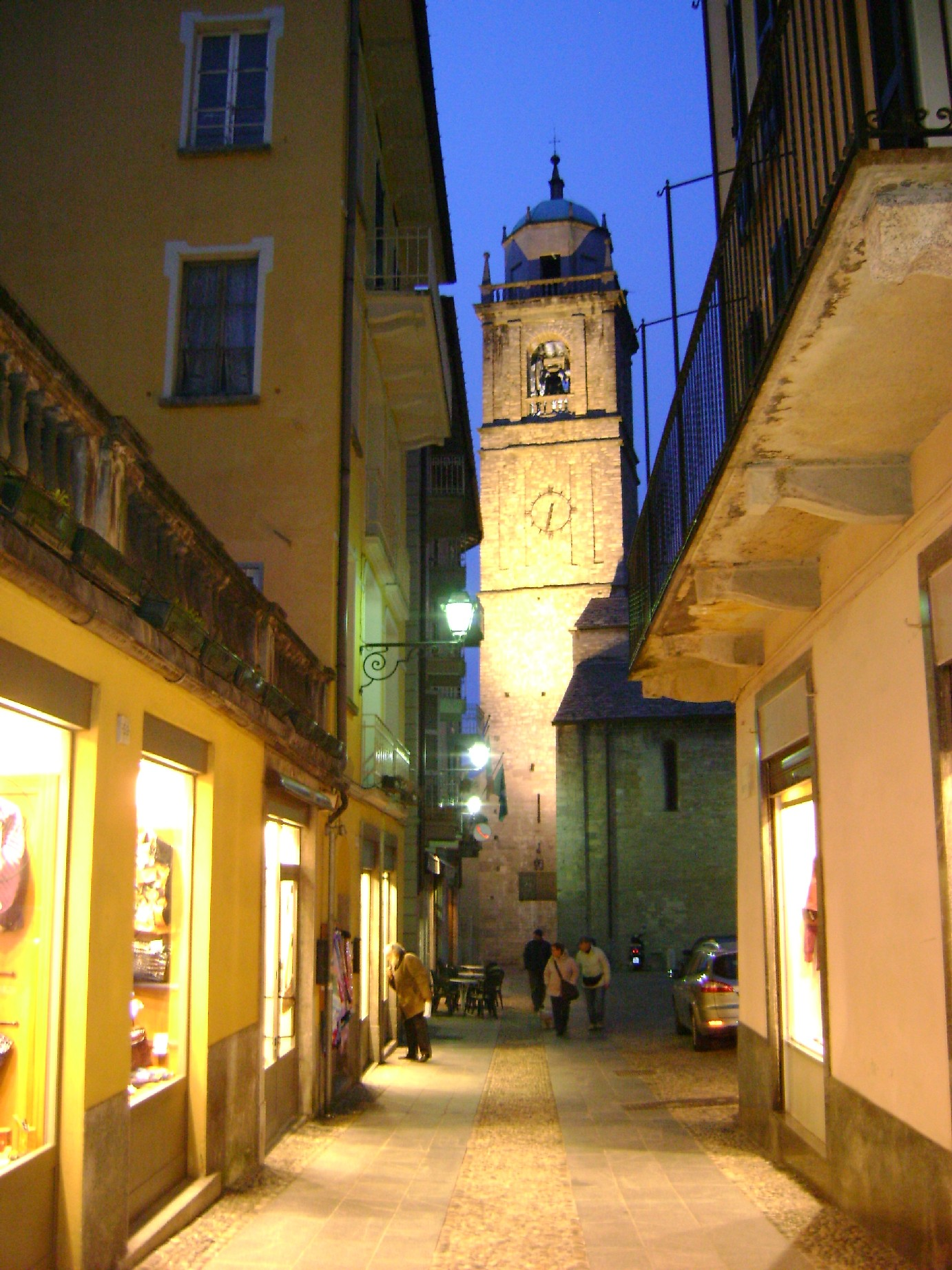
Veduta notturna del campanile

La basilica fu eretta tra la fine dell'XI secolo e l'inizio del XII secolo dai maestri comacini. La prima descrizione che si possiede agli Atti della visita pastorale del vescovo di Como Feliciano Ninguarda nel 1580, commentati dallo storiografo Santo Monti. Fu elevata canonicamente a parrocchia prepositurale nel 1657 con istromento rogato dal notaio della Curia Vescovile di Como Pietro Antonio Bello, il cui territorio fu smembrato dalla chiesa matrice di San Giovanni. In occasione dell'evento, il diritto di patronato sulla nuova parrocchia venne attribuito alla famiglia Sfondrati. Si propose di trasformare tutto il complesso in stile settecentesco.
Nel 1904, sotto la guida dell'architetto Perrone, venne avviato il restauro per ottenere l'originale aspetto romanico dell'edificio, con la ricostruzione di due delle absidi, conferendo alla basilica l'aspetto attuale, con cornice sommitale con archetti ciechi nella facciata, con oculi e monofore sopra l'unico portale. 
Nel 1990 venne restaurato il campanile, la cui parte superiore era stata rifatta nel corso del Seicento.

## Architettura

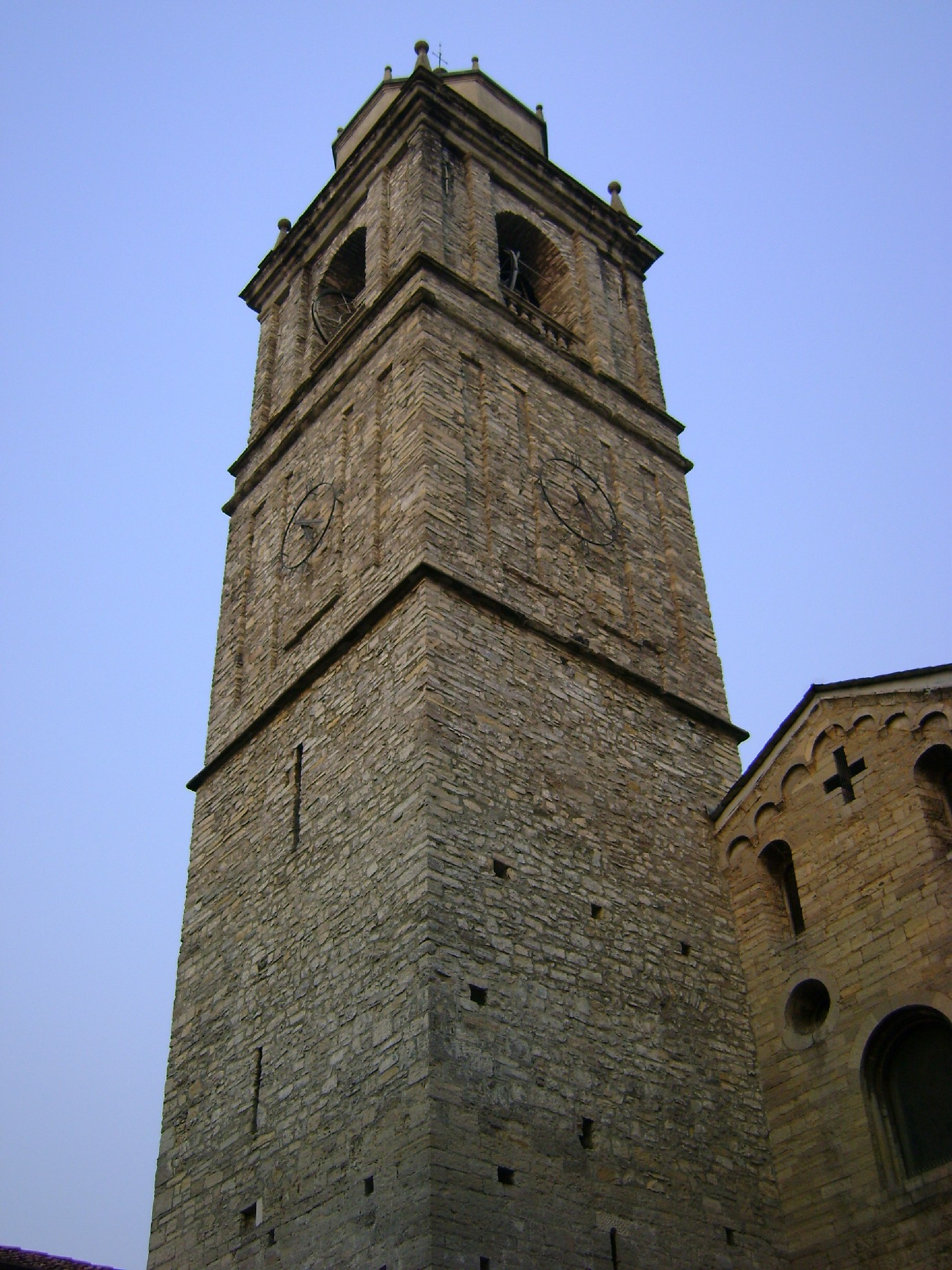
Il campanile

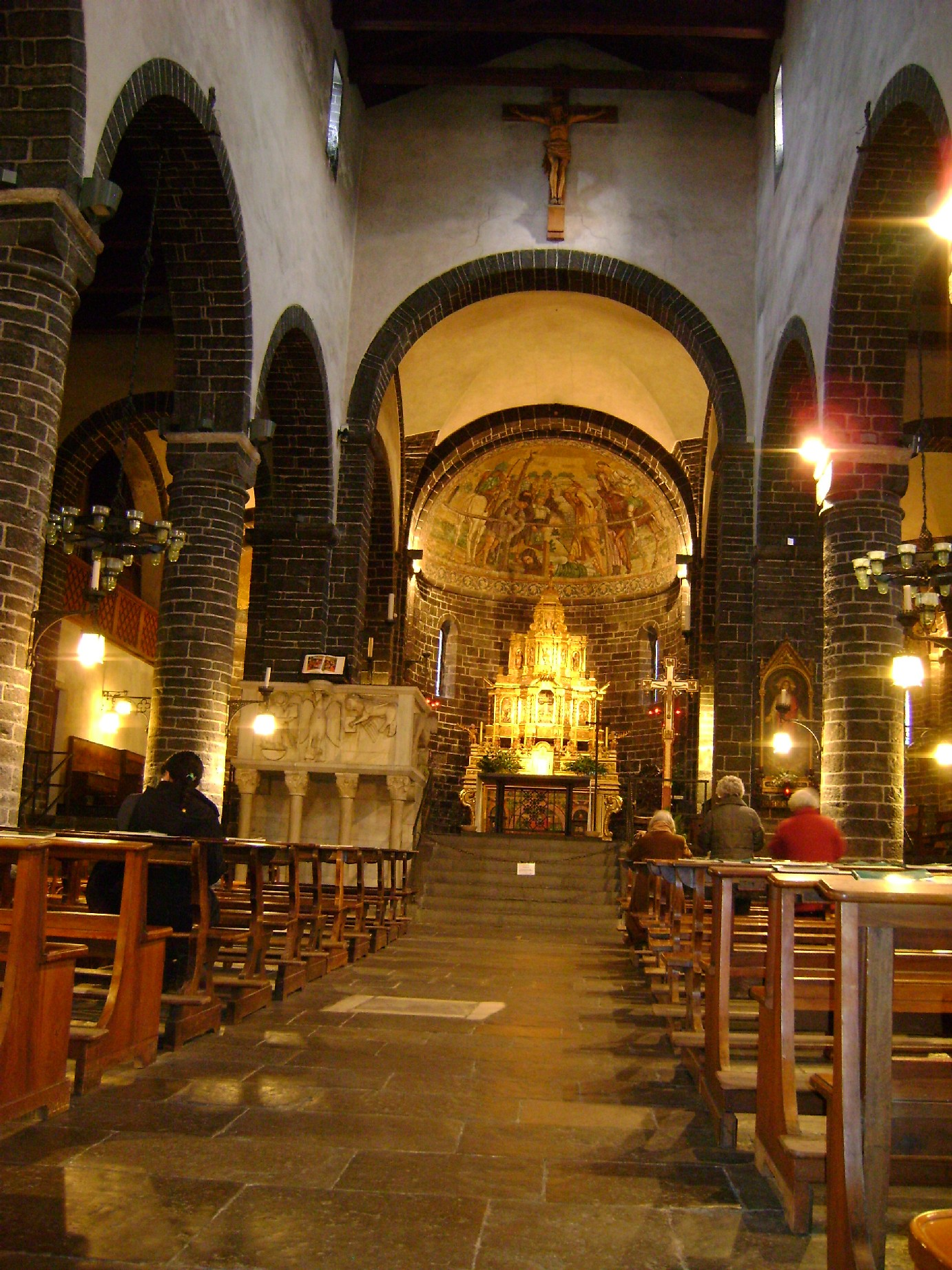
L'interno della basilica

Presenta un impianto rettangolare a tre navate con la torre campanaria impostata a sinistra nella facciata. Del primitivo edificio rimangono all'esterno le tre absidi, decorate da archetti a doppia ghiera, dentelli e paraste; all'interno i quattro capitelli e i simboli degli evangelisti dell'androne. Il campanile si ottenne sovralzando ed alterando nel Seicento una torre di difesa delle mura nella parte nord, che arrivava circa all'altezza del tetto della chiesa. Con le trasformazioni del Settecento, il campanile assunse l'odierno aspetto. Rimase inoltre intonacato, come anche il resto della chiesa, fino ai restauri del 1990.
Il corpo della chiesa e le colonne vennero costruiti con la grigia pietra di Moltrasio, materiale universalmente impiegato in area lariana, mentre i capitelli e le basi delle colonne in granito, materiale cavato da massi erratici situati sui monti del Lario.

### Interno
L'interno è decorato con opere d'arte risalenti a diversi periodi storici. Ne sono esempio le due tavole quattrocentesche, uno di scuola umbra ed uno di scuola lombarda, le diverse sculture romaniche e i quadri risalenti al tardo Cinquecento e Seicento, fra cui la Deposizione di Gesù nel sepolcro e la Madonna delle Grazie, il primo realizzato nel XIX secolo ispirandosi al Perugino e il secondo, del XVI secolo, attribuito a Vincenzo Foppa. Di scuola spagnola è invece la Cinquecentesca scultura che, al di sotto del dipinto peruginiano, raffigura nuovamente la scena della deposizione. La chiesa conserva inoltre un dipinto della scuola del Moretto.
Nelle tre absidi si trovano, partendo da sinistra, la cappella di Sant'Orsola, con un mosaico opera della ditta Castemari di Venezia, risalente ai primi anni del Novecento; l'ancona in legno dorato, sovrastante il tabernacolo, opera dello scultore bellagino Domenico Pini; la cappella di Sant'Antonio, con il mosaico, anch'esso opera della ditta Castemari di Venezia, che sostituì un affresco rovinato dall'umidità. L'altare, risalente al 1985, è stato realizzato dalla ditta Sampietro, con lastre di marmo di Musso. Ad Antonio Pino si deve invece l'esecuzione della parte alta dell'altare maggiore. 
L'ambone, frutto della ricostruzione guidata dall'arch. Perrone durante i lavori di ripristino dell'antica chiesa, incorpora alcuni capitelli romanici databili al XII secolo, già appartenenti alla primitiva chiesa. Facevano parte dell'antico ambone anche i simboli degli evangelisti, anch'essi databili al Millecento, recuperati sulla parete del campanile.
Vi si trova anche un Cristo morto, di fattura spagnola seicentesca, che secondo la tradizione apparteneva ad un insediamento spagnolo in località Pian di Spagna, alla sommità del lago di Como, travolto durante una piena del fiume Adda e trasportato nel lago; venne trovato da pescatori bellagini e messo in venerazione nella chiesa. Viene recato in processione ogni Venerdì Santo.
Anche il battistero è il risultato degli interventi operati durante i lavori di ripristino della chiesa. La sistemazione dell'insieme, come si presenta oggi, risale al 1986. Il mosaico della scuola veneziana, raffigura il Battesimo di Cristo della tela del Bergognone, che si trova nella basilica di San Giovanni Battista di Melegnano. Il supporto della vasca è opera dello scultore Daverio di Bergamo.

## Campane
Sul campanile è installato un pregevole concerto di 5 campane realizzato interamente nel 1849 dalla celebre fonderia Valtellinese "Pruneri" che aveva sede a Grosio (So).
Il concerto formato da 5 campane in scala diatonica maggiore di Re3 risulta perfettamente accordato.
Le campane sono installate secondo il tipico sistema di suono "Ambrosiano" come da tradizione della zona.
| Nr. | Nominale | Fonditore                | Anno di Fusione | Diametro (cm) | Massa (kg) |
| 1   | Re3      | Giorgio Pruneri (Grosio) | 1849            | 127,3         | ≈ 1200     |
| 2   | Mi3      | Giorgio Pruneri (Grosio) | 1849            | 113,3         | ≈ 800      |
| 3   | Fa#3     | Giorgio Pruneri (Grosio) | 1849            | 100,7         | ≈ 580      |
| 4   | Sol3     | Giorgio Pruneri (Grosio) | 1849            | 95,3          | ≈ 500      |
| 5   | La3      | Giorgio Pruneri (Grosio) | 1849            | 83,3          | ≈ 350      |